# Griekenland op de Olympische Winterspelen 2014
Griekenland was een van de landen die deelnam aan de Olympische Winterspelen 2014 in Sotsji, Rusland. 
Van de zeven olympiërs (vijf mannen en twee vrouwen) die hun vaderland vertegenwoordigden bij de achttiende deelname van Griekenland aan de Winterspelen nam langlaufster Panagiota Tsakiri voor de derde opeenvolgende keer en alpineskiester Sophia Ralli voor de tweede keer deel, de andere vijf waren debutant op de Spelen.

## Deelnemers en resultaten
(m) = mannen, (v) = vrouwen 

### Alpineskiën
| Olympiër                | Onderdeel        | Resultaat | Prestatie                                                            |
| ----------------------- | ---------------- | --------- | -------------------------------------------------------------------- |
| Kostas Sykaras          | reuzenslalom (m) | 52e       | 1e run: 1.30,75 (59e) 2e run: 1.31,58 (51e) totaal: 3.02,33 (+17,04) |
| Kostas Sykaras          | slalom (m)       | 35e       | 1e run: 1.57,83 (64e) 2e run: 1.06,25 (34e) totaal: 2.04,08 (+22,24) |
| Kostas Sykaras          | super g (m)      | 51e       | 1.26,32 (+8,18)                                                      |
| Massimiliano Valcareggi | reuzenslalom (m) | 54e       | 1e run: 1.30,72 (58e) 2e run: 1.33,64 (56e) totaal: 3.04,36 (+19,07) |
| Massimiliano Valcareggi | slalom (m)       | 37e       | 1e run: 1.58,97 (68e) 2e run: 1.06,75 (35e) totaal: 2.05,72 (+23,88) |
| Massimiliano Valcareggi | super g (m)      | DSQ       | gediskwalificeerd                                                    |
|                         |                  |           |                                                                      |
| Sophia Ralli            | reuzenslalom (v) | 58e       | 1e run: 1.33,63 (66e) 2e run: 1.32,84 (56e) totaal: 3.06,47 (+29,60) |
| Sophia Ralli            | slalom (v)       | 38e       | 1e run: 1.05,20 (47e) 2e run: 1.01,57 (37e) totaal: 2.06,77 (+22,23) |

### Langlaufen
| Olympiër          | Onderdeel  | Resultaat | Prestatie                      |
| ----------------- | ---------- | --------- | ------------------------------ |
| Apostolos Angelis | sprint (m) | 74e       | kwalificatie: 4.01,87 (+33,52) |
|                   |            |           |                                |
| Panagiota Tsakiri | sprint (v) | 64e       | kwalificatie: 3.02,75 (+30,68) |

### Schansspringen
| Olympiër           | Onderdeel          | Resultaat    | Prestatie                              |
| ------------------ | ------------------ | ------------ | -------------------------------------- |
| Nico Polychronidis | normale schans (m) | kwalificatie | kwalificatie: 48e; 85.0 pnt. (83,5 m)  |
| Nico Polychronidis | grote schans (m)   | kwalificatie | kwalificatie: 47e; 74.7 pnt. (107,5 m) |

### Skeleton
| Olympiër           | Onderdeel | Resultaat | Prestatie                           |
| ------------------ | --------- | --------- | ----------------------------------- |
| Alexandros Kefalas | Mannen    | 23e       | 2.54,75 (58,20 / 58,33 / 58,22 / -) |